# Corine
Corine of CORINE (Coordination of information on the environment) is een Europees programma gericht op het verzamelen, inventariseren en beheren van informatie over het leefmilieu, vooral rond voor de Europese Unie prioritaire onderwerpen zoals lucht-, water-, en bodemverontreiniging, bodembedekking (CORINE Land Cover), kusterosie en biotopenbescherming (CORINE Biotope)
Het programma werd opgestart in 1985 door de Europese Commissie. In 1994 werd Corine geïntegreerd in het werkprogramma van het Europees Milieuagentschap (EEA), dat tot heden verantwoordelijk is voor het verzorgen van tijdige, objectieve en doelgerichte informatie over het Europese leefmilieu.
De gegevensdatabase van Corine werd in 2001 vervangen door die van het European Union Nature Information System (EUNIS).